# Africa One
Africa One — частная африканская авиакомпания, существовавшая в 2002—2004 годах. Финансировалась Boeing Capital Corporation.
Первоначально базировалась в Энтеббе (Уганда) с самолетами, арендованными у компании Africa One Services, зарегистрированной в Ирландии. Флот Africa One составляли A320, DC-10 и DC-9.
Арендовали DC-9 , 
- Через 3 недели работы — разбился при взлёте из Киншасы
- 100+ погибших, один из самых трагичных случаев в регионе

После этого компания закрылась

## Направления
29 апреля 2002 года авиакомпания анонсировала рейсы в Энтеббе, Лагос, Фритауну и Банжул на самолётах DC-9. Также раз в две недели совершались рейсы в Лондон и Дубай.